# Музей Лесі Українки (Ялта)

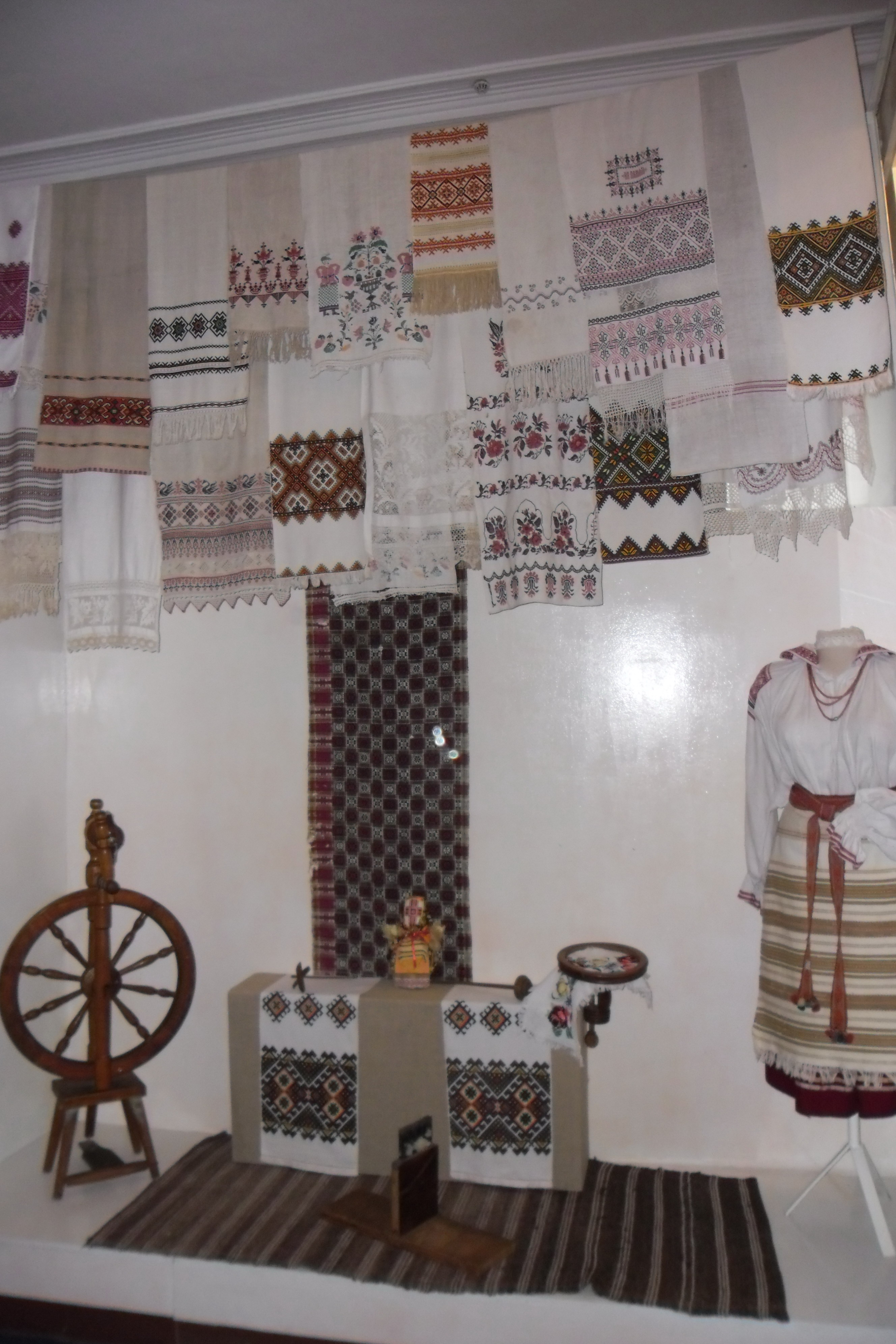
Експозиції музею.

Експозиції музею.

Музей Лесі Українки в Ялті — музей української письменниці Лесі Українки, яка провела в Ялті два роки з прожитих сорока двох.

## Будинок
Музей розміщений у будинку дачі Ліщинського в Ялті на вулиці Катерининській, 8. Побудований відомим ялтинським архітектором Платоном Теребеньєвим у 1884—1885 роках. Недороге і зручно розташоване неподалік від моря помешкання сподобалось Лесі Українці. Вона поселилася спочатку на першому, а згодом на другому поверсі. У листах письменниця так описувала своє тимчасове помешкання:

| «Сьогодні я писала папі про свою нову домівку: тут же, тільки на другому етажі. Зимою тут люди au rez-de-chaussée не живуть і мають рацію, бо тут садки зелені всю зиму і через те в нижніх етажах завжди затінок, що влітку дуже добре, але зимою розпроваджує вільгость. При помочі невеличкої «воєнної хитрості» з мого боку моя господиня віддала мені і сю хату за 15 p., хоч я сама бачу, що згідно з тутешніми звичаями вона варта 20 р. В ній два вікна – одно на схід, друге на захід, з подвійними, але не заклеєними рамами (когда кто хочет, то запаковується й тут, але, по-моєму, се без потреби), ліжко на пружинах, канапка, велике крісло (і не продерте!), два столи, шафа, комода, умивальник, «такий, як на вокзалі», і ширма. Двері виходять на великий скляний ганок, якого половина належить мені, а половина моїй сусідці, ревельській пані з двома дітьми, Ларисою (15 літ) і Вітею (10 літ)»[1]. |
Цікаво, що під час перебування в Ялті Леся Українка давала оголошення в місцеву газету такого змісту: «Чтица, знающая 6 языков, ищет занятий в городе». Після цього вона справді знайшла двох учнів, які, зокрема, приходили до неї брати уроки на дачу Ліщинського. Особливо теплі стосунки в поетеси склалися з сім'єю її учня Льоні Разумова. Відомо також, що вона дбала про поповнення міської читальні українськими книгами, скажімо, просила матір прислати на адресу бібліотекаря Стаханова «Кобзар» Тараса Шевченка, «бо люди дуже просять».

## Історія створення
Ініціативна група зі створення музею Лесі Українки в Ялті виникла на початку 1970-х років, напередодні 100-річчя поетеси. До групи увійшли київські шанувальники творчості поетеси на чолі з Євгеном Пронюком та ялтинські інтелігенти, краєзнавці, митці. Членами групи були зокрема:
- колишній учень Лесі Українки, винороб-науковець Микола Охріменко;
- прихильники творчості поетеси Олексій Нирко, Олександр Януш, Остап Кіндрачук, Цимбал Тетяна Іванівна та інші.

Зусиллями ініціативної групи:
- споруджено пам'ятник Лесі Українці (скульптор — Галина Кальченко, архітектор — Анатолій Ігнащенко),
- установлено меморіальну дошку на будинку, де 1897 року вона проживала;
- започатковано збір експонатів.

Через гоніння національної інтелігенції в 1970-х роках роботу над музеєм припинили, а в будинку, звільненому від мешканців для музею Лесі Українки, наприкінці 1980-х років відкрили відділ Ялтинського краєзнавчого музею з експозицією «Музей дореволюційної прогресивної російської та української культури». Повністю реставрацію будинку завершили 1990 року.
У 1991 році в музеї відкрито експозицію «Леся Українка і Крим» (до 120-річчя з Дня народження Лесі Українки). 10 вересня 1993, завдяки тиску Ялтинського міського товариства «Просвіта», осередку Союзу українок, принциповій позиції громадськості опір чиновників подолали: Ялтинський міськвиконком ухвалив надати експозиції «Леся Українка і Крим» статус «Музей Лесі Українки» — на правах відділу Ялтинського державного історико-літературного музею.
Завдяки поповненню колекції музею та допомозі Міжнародного фонду «Відродження» з нагоди 10-річчя незалежності України відкрили нову експозицію — «Ломикамінь», експонування якої тривало до 2014 року. Основою її концепції стала багатогранність творчої особистості Лесі Українки. Вестибюль — місце знайомства з історичним і культурним контекстом. Далі на гостей чекали три зали, різні за стилем: світська вітальня, типова для курортної Ялти ХІХ століття; українська світлиця, у якій окрім творчості Лесі Українки йшлось і про інших українських письменників ХІХ — початку ХХ століття, чия доля так чи інакше була пов'язана з Кримом; «антична» зала, де відтворено дух давньої Тавриди, що так живо відчувала Леся Українка і вплітала у свої тексти, над якими працювала у Криму.

## Музей доанексії Криму
Лише на ентузіазмі в перші роки незалежності України працівники музею та громадські діячі організували Недільну школу українознавства. Викладачами школи на добровільних засадах стали жителі Ялти, більшість з яких пізніше згуртувалась у громадське об'єднання Клуб української творчої інтелігенції Ялти. Роль кураторки школи взяла на себе завідувачка музею — Світлана Кочерга, а найавторитетнішими викладачами стали член Спілки письменників України, художник і дизайнер Віктор Виноградов, заслужена артистка України Надія Петренко, заслужений майстер народної творчості Микола Вакуленко, краєзнавець і бібліофіл, бандурист Остап Кіндрачук, священник греко-католицької Церкви отець Микола та ін. Серед предметів, які викладали в недільній школі, основними були українська мова, українська література, історія України, музика, образотворче мистецтво, етика християнської віри та ін. Найважливішим результатом створення недільної школи українознавства стало відкриття 1994 року першого українського класу в СШ № 4, а згодом багаторічна співпраця з єдиною українською школою в Ялті (НВО № 15).
Музей завжди покладався на роботу з закладами вищої освіти, серед яких Таврійський національний університет, Кримський інженерно-педагогічний університет, але передовсім Кримський гуманітарний університет (Ялта). Серед численних спільних проєктів — наукові конференції, семінари, музейна та фольклорна практики на базі музею. Саме студенти організували народний аматорський ексклюзив-театр «Сім Муз». Театр підготував майже десяток вистав, експериментуючи з жанрами, встиг стати лауреатом студентського театрального конкурсу «Дах» (Київ). «Сім муз» пропонували нове прочитання творів Лесі Українки. Найбільш оригінальною стала постановка «Камінного господаря», що проходила просто неба на сходах музею в шикарному музичному супроводі ансамблю «Чарівний спів», що виконував середньовічні канти.
У музеї постійно збиралися активісти товариства «Просвіта», Союзу українок, «Кримської куті» (клубу української творчої інтелігенції Ялти), При музеї діяла бібліотека «Українська книга», яка успішно функціонувала й поповнювалася рідкісними виданнями завдяки активній комунікації з культурними осередками американської діаспори.
Активною була виставкова діяльність музею: окрім власних тематичних виставок, у ньому протягом багатьох років було реалізовано проєкт «Літературні музеї в гостях у Ялті», з експозиціями, присвяченими Ользі Кобилянській, Михайлові Коцюбинському, письменникам 20-30-х років тощо. З 2005 року діяла виставка бандур Криму та Кубані, яку задумав, але не встиг реалізувати за життя один із засновників музею Лесі Українки — Олексій Федорович Нирко.
Музей Лесі Українки в Ялті одним з перших в Україні взяв участь у Міжнародній акції «Ніч в музеї». Кульмінацією всієї щорічної музейної роботи протягом 15-и років стало культурно-мистецьке свято «Лесина осінь» (режисер — Василь Вовкун). Спектр програми завжди був надзвичайно широкий — від автентики через класику до авангарду. Завдяки фестивалю Ялта побачила виступи Ніни Матвієнко і театру сучасної хореографії «Сузір'я Аніко», масштабну постановку «Пер Ґюнт» Донецького театру опери і балету і вистави львівського «Театру у кошику», картини Марії Приймаченко і сюрреалістів ХХІ століття та багато іншого.
21 жовтня 2010 року Верховна Рада України рекомендувала Кабінету Міністрів України до 1 лютого 2011 року вжити заходів щодо забезпечення ремонту музею Лесі Українки у м. Ялті. Після окупації Криму Росією другий поверх будівлі, де розташовувався музей, зачинено на ремонт.

## Припинення існування музею
В 2024 році, в ході проведення моніторингу культурних установ у тимчасово окупованому Криму стало відомо, що музей Лесі Українки припинив своє існування. Так, у тимчасово окупованій Ялті на будинку, де раніше розташовувався музей Лесі Українки, нині розміщена охоронна таблиця радянських часів, що є згадкою про перебування української письменниці тут наприкінці ХІХ століття. Проте, наразі відвідувачам для огляду пропонується екскурсія чотирма приміщеннями: у вхідному розповідається історія будівлі та частково міста Ялти, у музичній вітальні розміщена експозиція про музичне життя Ялти на межі ХІХ – ХХ століть, у наступному приміщенні гості слухають розповіді про літературне життя Ялти, а в останньому – про архітектора Краснова, якому також присвячено залу. Тоді як про Лесю Українку не нагадує жодне слово, жодне сповіщення,  присутні хіба що тільки крихітні світлини на вітринах, які перемішані з Пушкіним, Толстим і Цвєтаєвою, та зберігся маленький письмовий столик, за яким працювала письменниця.

## Директори музею
- 1993—2004 — Кочерга Світлана Олексіївна
- 2005—2014 — Вісич Олександра Андріївна